# Oleśnica (Sainte-Croix)
Pour les articles homonymes, voir Oleśnica (homonymie).
Oleśnica est une localité polonaise, siège de la gmina d'Oleśnica, située dans le powiat de Staszów en voïvodie de Sainte-Croix.